# Městské opevnění (Telč)
Městské opevnění v Telči je částečně dochovaný systém hradby a příkopu, který od poloviny 14. století zajišťoval bezpečnost města. Dochované zbytky opevnění jsou od roku 1958 chráněny jako kulturní památka.

## Historie

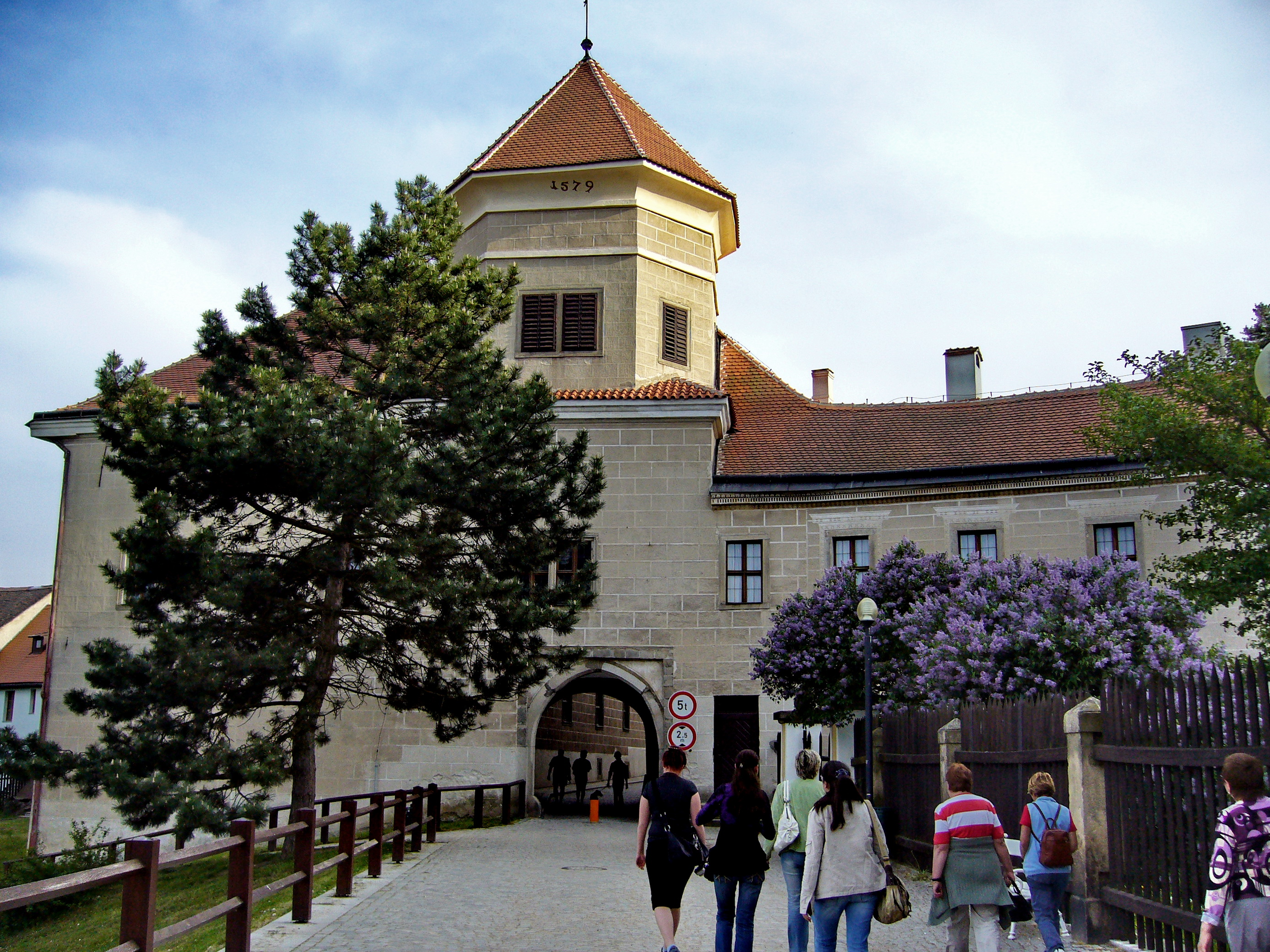
Dolní brána

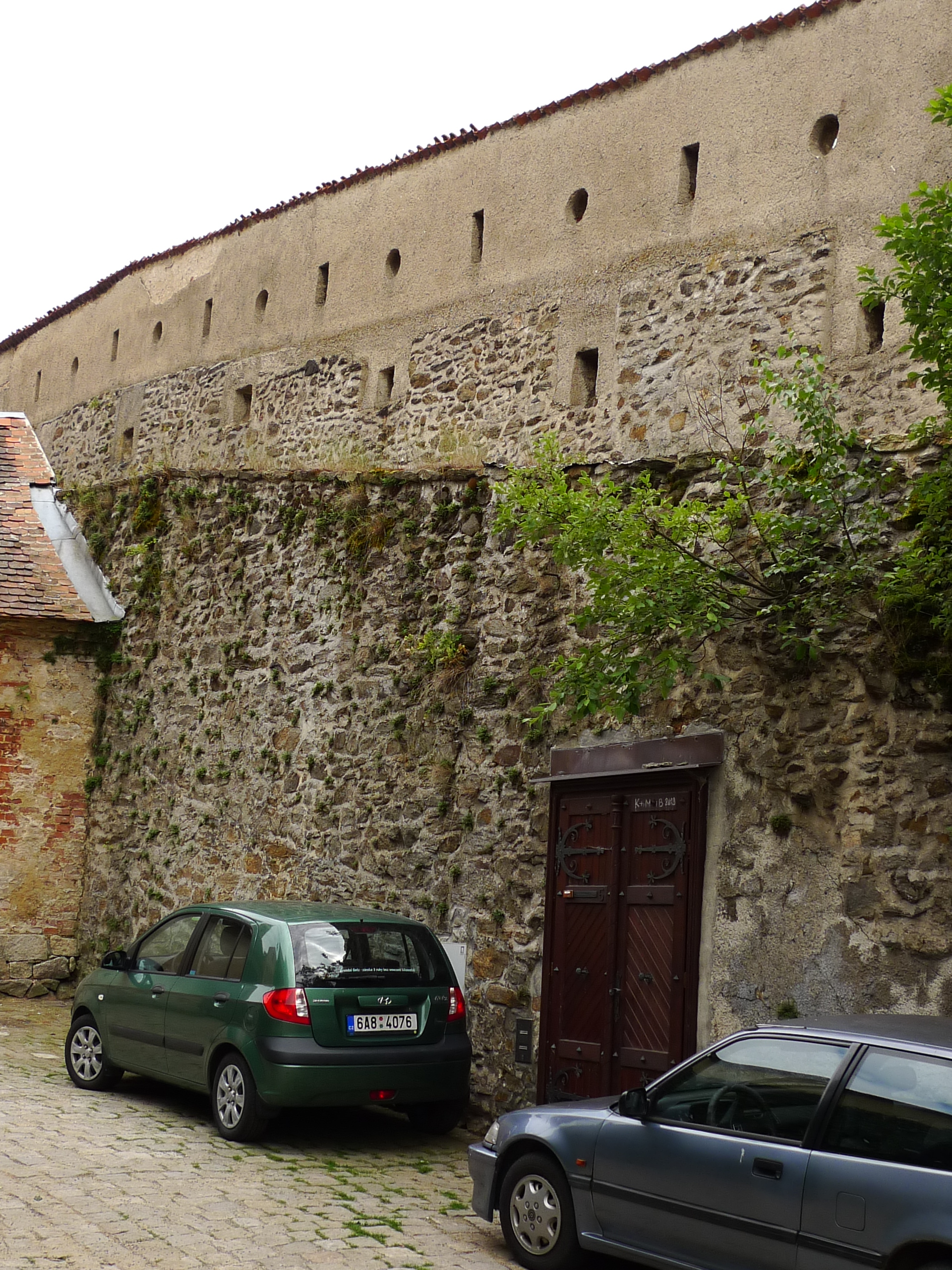
Hradební zeď

Městské opevnění vzniklo v Telči s výstavbou nového města pod původně středověkým hradem, od poloviny 14. století poté, kdy Telč získal roku 1339 do vlastnictví Oldřich III. z Hradce z rodu Vítkovců. Na jihovýchodní, severovýchodní a jihozápadní straně byly městské hradby zdvojeny a spojeny do souvislého celku. V severovýchodní části chránilo město opevnění telčského hradu, předchůdce pozdějšího zámku. Dvě městské brány byly postaveny v jižním cípu města, v jeho severním cípu potom vznikla tzv. Malá brána. Před východní částí města byly vyhloubeny vodní příkopy a na ostatních stranách vznikla trojice rybníků – Ulický, Štěpnický a Staroměstský, které dotvořily kompletní vodní tvrz. První písemná zmínka o existenci hradeb pochází z roku 1387. Jeho součástí se stala také původně románská parkánová bašta v pozdější ulici Na Parkáně.
V druhé polovině 16. století prošly obě brány byly přestavbami. Horní brána získala svou současnou podobu v roce 1629 poté, co bylo mj.odstraněno její cimbuří, roku 1814 jí byla pak přidána mansardová střecha. Hradby byly rekonstruovány v letech 1611, v období tzv. Vpádu pasovských, a 1629, během třicetileté války, čímž následně vznikla jednotná linie hradeb o výšce 10,5 metru. Od 17. století probíhala na vnitřní straně městských hradeb výstavba obytných domů a byl dále budován příkop. Padací mosty byly postaveny na počátku 17. století, v 19. století pak byly nahrazeny kamennými mosty.
Na sklonku 19. a ve 20. století se město stavebně nerozvíjelo, takže se značná část opevnění dochovala. Komplex opevnění je od roku 1958 chráněn jako kulturní památka. Telčské Vnitřní Město, které de facto ohraničují, patří k nejcennějším městským památkovým rezervacím na Moravě a v roce 1992 bylo zapsáno na Seznam světového kulturního dědictví UNESCO.